# Chiesa di Sant'Agostino (Prato)

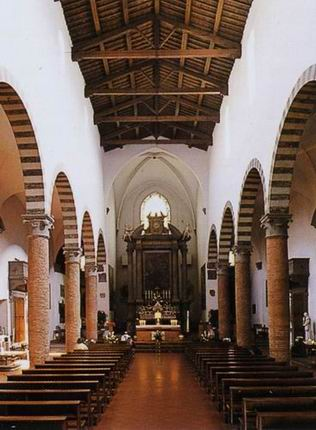
L'interno

La chiesa di Sant'Agostino di Prato sorge in piazza Sant'Agostino.

## Storia e descrizione
Gli Agostiniani eressero nel 1271 un oratorio e un piccolo convento; dalla fine del Trecento fino al 1440 venne costruita l'attuale chiesa, dotata di nuovi altari nel XVI e XVII secolo. Passò al clero secolare dopo la soppressione del convento, nel 1810. Dal 1964 l'intero complesso è affidato ai padri Sacramentini.
La semplice facciata basilicale della chiesa ha paramento in ciottoli regolarizzato agli spigoli con mattoni e pietra, che si ripete anche sul fianco, dal fondo del quale emerge il robusto campanile con coronamento piramidale.
L'interno presenta una pianta basilicale a tre navate con campate su colonne in mattoni, un tempo intonacate e oggi con laterizi lasciati a vista in seguito a un restauro novecentesco. Le colonne hanno capitelli a "foglia d'acqua" (1410 circa). Un "unicum" sono gli archi a pieno centro su colonne che anticipano soluzioni poi diffuse durante il Rinascimento. La navata centrale, più alta e più ampia delle laterali, ha copertura a capriate. le tre cappelle absidali sono del tardo Trecento.
Notevoli tele sono conservate negli imponenti altari a edicola: a sinistra una Madonna della Consolazione di Giovan Battista Naldini (completata nel 1591 da Francesco Curradi) e l'intensa tela con l'Elemosina di san Tommaso da Villanova dipinta nel 1662 da Lorenzo Lippi, firmata e datata, una delle più note e più significative opere del pittore. La composizione, sapientemente articolata per piani prospettici ed equilibrata nella disposizione delle masse. I personaggi, descritti con delicato naturalismo, assumono pose e compiono gesti misurati ma di significato didascalico. La luce, nitida e netta, conferisce evidenza al gesto del santo, come al campionario di miserie dei personaggi di fronte a lui. Anche la qualità del colore, brillante e smaltato, e la perizia grafica nella resa delle figure, come nel profilo del volto della giovane donna o nella figura del giovane storpio, contribuiscono all'alta qualità e all'importanza dell'opera nel contesto della pittura toscana del suo tempo . 
Al lato opposto sono un'Immacolata dell'Empoli (1630 circa) e una tela avvicinata al Pignoni. Nelle cappelle del transetto sono un Battesimo di sant'Agostino (1603) di Giovanni Bizzelli, a destra, e all'opposto una Madonna col Bambino e santi dell'ambito del Cigoli.
Nella chiesa sono inoltre collocati affreschi trecenteschi (recuperati anche dal convento); il presbiterio ha sistemazione curata da Jorio Vivarelli (1984).
Dal chiostro cinquecentesco si accede all'Oratorio di San Michele, costruito nel Trecento come sede della Compagnia dei Disciplinati, che conserva ampi resti di una teoria di Santi e profeti affrescati a fine Trecento; anche il contiguo Capitolo ha struttura trecentesca.
Durante la Seconda guerra mondiale una bomba centrò l'abside, distruggendo i vari arredi lignei presenti.
Nel chiostro interno è presente una copia marmorea del famoso Angelo conturbante di Giulio Monteverde a Staglieno: si tratta di uno dei pochi casi in cui la statua è stata isolata e valorizzata singolarmente.  

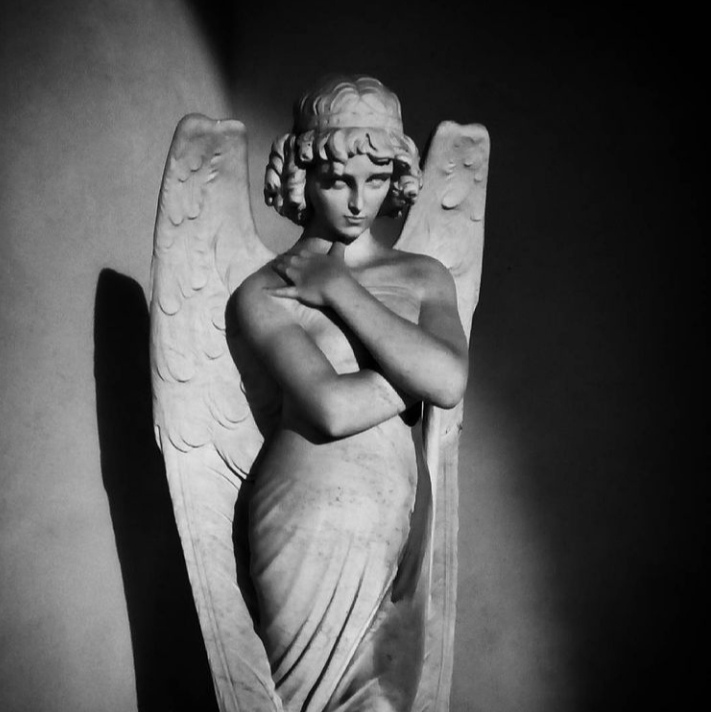
Copia dell'Angelo di Monteverde nel chiostro interno della chiesa

## Altre immagini

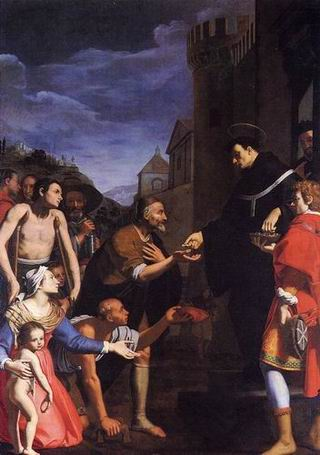
Elemosina di San Tommaso, Lorenzo Lippi
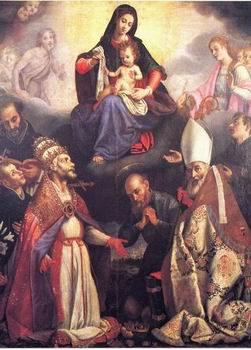
Madonna della cintola, bottega del Cigoli
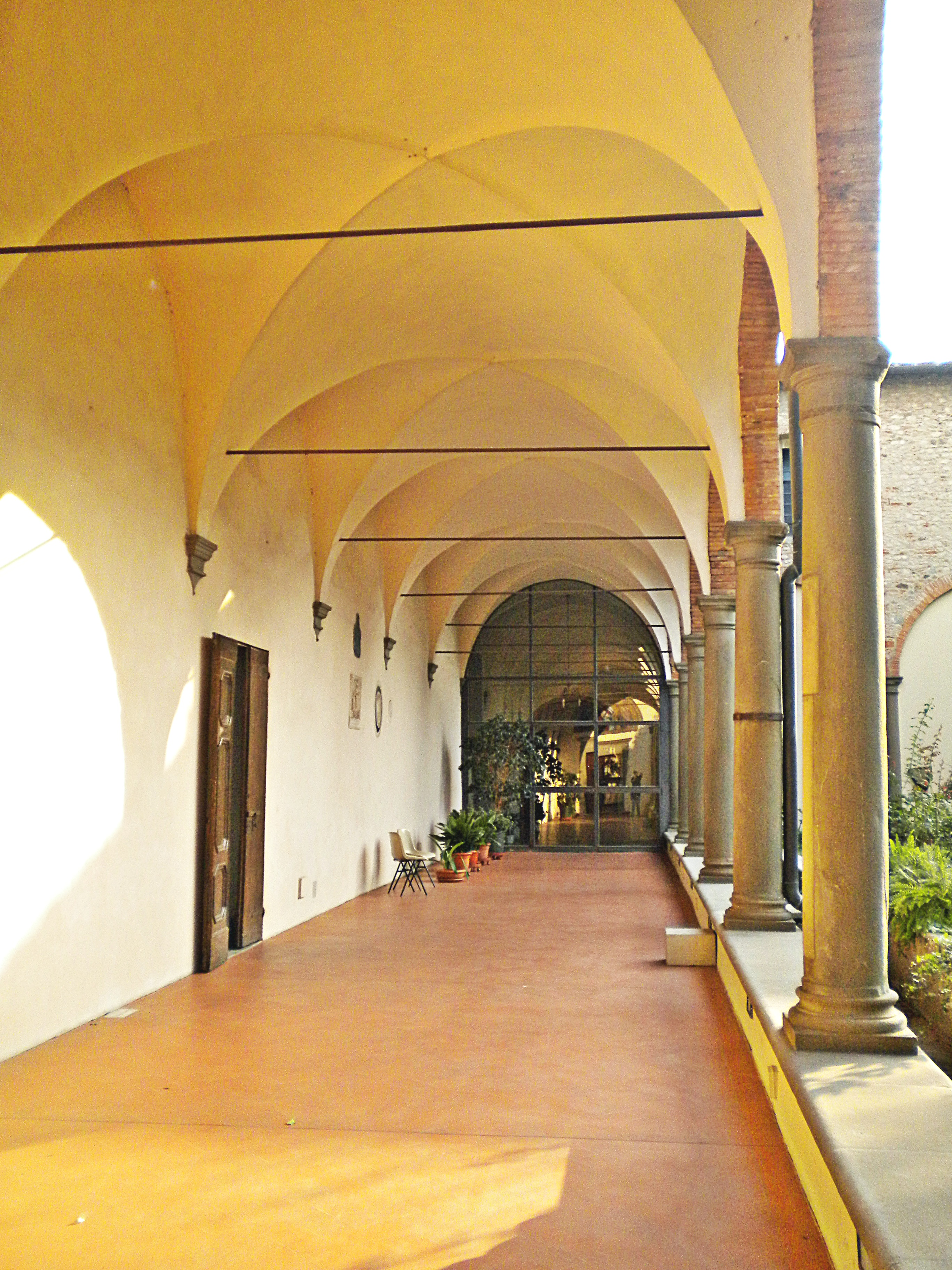
Chiostro
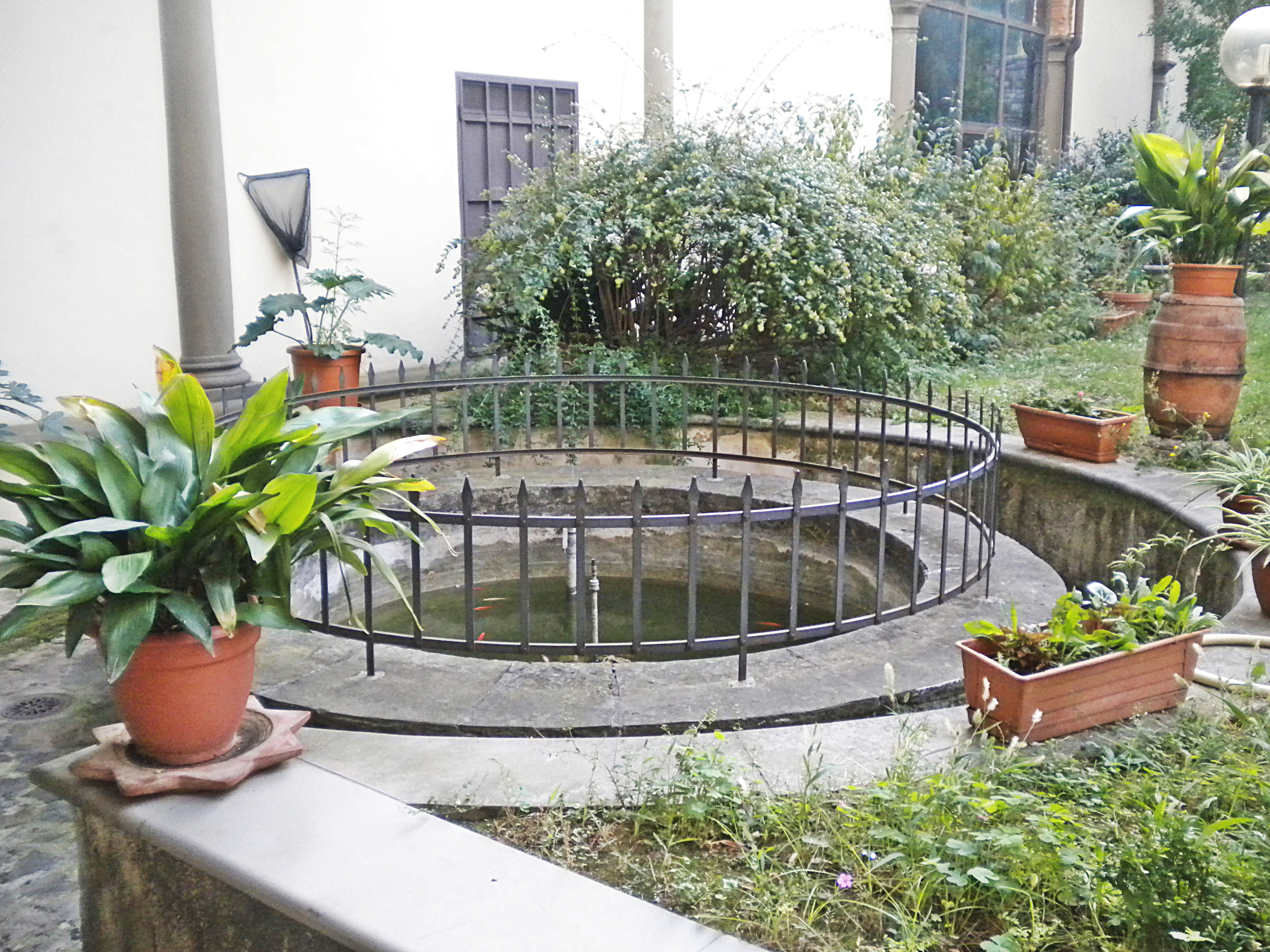
Chiostro